# فرودگاه محلی سوت والی
فرودگاه محلی سوت والی  (به انگلیسی: South Valley Regional Airport) یک فرودگاه همگانی است که یک باند فرود آسفالت دارد و طول باند آن ۱۷۸۶ متر است. این فرودگاه در کشور ایالات متحده آمریکا قرار دارد و در ارتفاع ۱۴۰۴٫۲ متری از سطح دریا واقع شده است.